# حكاية قمر
حكاية قمر (باليابانية: 一月物語) رواية من تأليف الكاتب الياباني كيتشيرو هيرانو. صدرت عام 1999 في اليابان.

## القصة
بطل الرواية شاب يدعى «ماساكي»، يراوده حلم واحد يتكرر بتفاصيله نفسها دوماً، يرى فيه فتاة شديدة الجمال تستحم. في إحدى جولاته في الغابة يتعرض للدغة أفعى سامة، ويغيب عن الوعي، وحين يستيقظ يجد نفسه في منزل راهب بوذي يعتني به، سامحاً له بالبقاء ريثما يتعافى. هناك يبدأ «ماساكي» بملاحظة أشياء غريبة تحدث من حوله: النباتات تنمو بسرعة جنونية، الينبوع الصغير يصدر صوت نهر هادر... وحلم الفتاة الغامضة يتكرر بكثافة.